# Zenei kogníció
A zenei kogníció a zenei jelenségeket támogató mentális folyamatok megértésének interdiszciplináris megközelítése. A pszichoakusztika és az érzékelés területéről ered. Az emberek zenei felfogásáról szóló kognitív elméletek magukba foglalják az idegtudományt, a zeneelméletet, a zeneterápiát, a számítástechnikát, a filozófiát és a nyelvészetet.

## Történet
A zenei kogníciót az 1980-as években ismerték fel, mint tudományágat, a Society for Music Perception and Cognition, a European Society for the Cognitive Sciences of Music, és a Music Perception című folyóirat megalakulásával. A zenei kogníció azt kutatja, hogyan érzékeli az elme a zenét, amit hall. Ehhez kapcsolódóan foglalkozik azokkal a kognitív folyamatokkal, amelyek a zenészek előadása közben aktiválódnak. Ahogy a nyelv, a zene is egyedi emberi jelenség, amely kétségkívül központi szerepet játszott az emberi megismerés kezdeteiben. Azt, hogy a zene milyen kognitív kérdéseket világíthat meg, kevéssé vizsgálták, sőt, másodlagos fontosságúnak ítélték. A zenei kogníciót egyre inkább elismerik, mint a megismerés teljes megértéséhez nélkülözhetetlen tényezőt, így mind fogalmilag, mind módszertanilag hozzájárulhat a kognitív tudomány fejlődéséhez.
A tárgyhoz tartozó témák többek között az alább felsoroltak:
- A hallgató csoportstruktúra észlelése (motívumok, frázisok (zenei gondolatok), zenei részek)
- Ritmus és ütem (észlelés és produkció)
- Hangnem inferencia[m 1]
- Elvárás (beleértve a dallamelvárást (en: Melodic expectation))
- Zenei hasonlóság
- Érzelmi, affektív, vagy arousal reakció
- Kifejező, zenei előadás

A kognitív zeneelmélet néhány szegmense azt írja le, hogyan észleli a hallgató a hangokat. A hangok észlelésével foglalkozó tudományág a pszichoakusztika, a hangok zeneként való értelmezésével foglalkozó terület pedig zenei kognícióként ismert.
Az 1970-es években a zene akusztikus és perceptuális tulajdonságai miatt szerepelt tudományos kutatásokban, olyan viszonylag új keletű tudományterületeken, mint a pszichofizika és a zenepszichológia. A zenetudósok sokat kritizálták ezeket a kutatásokat, mondván az érzékelés és észlelés alacsony szintjeire koncentrálnak, gyakran szegényes ingereket használva (pl. kisebb ritmustöredékek), illetve csak a nyugati klasszikusok repertoárjára szorítkoznak, valamint figyelmen kívül hagyják a zene tágabb szociális és kulturális kontextusban kifejeződő szerepét. Habár, a kognitív forradalom felhívta a kutatók figyelmét ennek az aspektusnak a fontosságára.
Visszatekintve, húsz évvel ezelőtt a zenét vagy egyáltalán nem említették a pszichológia könyvek, vagy csak a hangmagasság- és ritmusészlelés alfejezetében szerepelt. Mára felismerték fontosságát a látás és a nyelv mellett, mint olyan információban gazdag forrás, amely a kogníció olyan különböző aspektusainak vizsgálatát teszi lehetővé, amelyek képesek pszichikai folyamatok (elvárások, érzelmek, észlelés és emlékezés) aktiválására, illetve terápiában való alkalmazásra. A zenetudósok és kutatók szerepe az utóbb említett területen nagyobbnak tűnik, mint valaha. Elképzelhető, hogy a zenei kogníció kiemelkedő tudományággá fejlődik, hozzájárulva az élet egészének jobb megértéséhez és irányításához.

## Az utóbbi évek kutatásai
Az utóbbi évek kutatási (számítógépes idegtudomány) törekvéseinek eredménye például a szilícium retina és a Henry Markram vezette Blue Brain projekt, amelynek célja az agyműködés molekuláris szinten történő digitális modellezése.
A hallás - ezen belül különösen a zene - területén végzett neurológiai kutatások kezdenek felzárkózni a látáskutatás eredményi mellé.
A Brain Computer Interface (BCI) és az agyi képalkotó eljárások (például EEG) gyors fejlődése szintén hozzájárult a zenekutatás előrehaladásához. A képalkotó eljárások lehetővé teszik, hogy a zenével kapcsolatos agyi folyamatokat közvetlenül vizsgálják, pszichológiai kísérletek és az alanyok szóbeli visszajelzéseire való hagyatkozás helyett.
Az utóbbi évek kutatásai többek között az alábbi területeket érintették:
- zenei képességek veleszületettsége
- magzatok zeneészlelése (magnetoenkefalográfiás[m 2] vizsgálatok)
- dallamok előrejelzése és generálása Bayes-hálók, klaszterezés, ritmikus önhasonlóság és speciális dallam-reprezentáció kombinációjával (Paiement et al., 2006)[2]
- hangmagasság, hangszín és ritmus megkülönböztetése újszülötteknél (Stefanics et al., 2007)[3]
- zenei időzítés észlelése és a mozgástervezés közötti összefüggések
- az aktív tanulás szerepe a hangok meghatározott kritériumok alapján történő csoportosításábban (Adiloglu et al., 2008)[4]
- Bayes-hálók alkalmazása a dallamelvárás, ritmusfelismerés és egyéb zenei jelenségek területén
- automatikus műfaji besorolás vizsgálata szimbolikus megközelítésből (olyan technikákkal, mint például a sztochasztikus nyelvi modell, amit sikerrel alkalmaztak a *szövegkategorizáció vizsgálata során) (Pérez-Sancho et al., 2008)[5]
- funkcionális főkomponens-analízis (functional principal component analysis, FPCA) alkalmazása a kvantitatív zenei előadásmód elemzésben (Almansa, Delicado, 2009)[6]
- komplex zenei művek létrehozásának modellje (Hoover, Stanley, 2009).[7]

## Fordítás
- Ez a szócikk részben vagy egészben  a   Music cognition című angol Wikipédia-szócikk fordításán alapul.  Az eredeti cikk szerkesztőit annak laptörténete sorolja fel. Ez a jelzés csupán a megfogalmazás eredetét és a szerzői jogokat jelzi, nem szolgál a cikkben szereplő információk forrásmegjelöléseként.

## Külső hivatkozások
- A Society for Music Perception and Cognition honlapja
- A European Society for the Cognitive Sciences of Music honlapja
- Az Universiteit van Amsterdam zenei kognícióról szóló blogja
- A Blue Brain projektről magyarul
- A Brain Computer Interface-ről magyarul: 1, 2
- A főkomponens-analízis